# 梅庫布里區
14°39′25″S 38°53′28″E / 14.657°S 38.891°E

梅庫布里區（葡萄牙語：Mecubúri），是莫桑比克的行政區，位於該國東北部，由楠普拉省負責管轄，首府設於梅庫布里，面積7,252平方公里，2007年人口155,624，人口密度每平方公里21人。